# 蒙特鲁维奥德拉德曼达
蒙特鲁维奥德拉德曼达，是西班牙卡斯蒂利亚-莱昂布尔戈斯省的一个市镇。总面积15平方公里，总人口96人（2001年），人口密度6人/平方公里。